# Матевос I
Матевос I Константинопольский (арм. Մատթևոս Ա Կոստանդնուպոլսեցի [Костанднуполсеци], в миру Матевос Чухаджян; (1802 год — 22 августа 1865 год) — Патриарх и Католикос всех армян, глава Армянской Апостольской Церкви с 1858 года по 1865 год.

## Биография
Родился в 1802 году в Константинополе. В 1826 году был рукоположён в священники, затем по приказу Константинопольского патриарха Степаноса Агавни работал над изданием «Айсмаворка», осуществляемым Григором Пештималджяном. В 1838 году был рукоположён в епископы. В 1844 году был избран Армянским Патриархом Константинополя.
Матевос Чухаджян служил армянским патриархом Стамбула в течение четырёх лет с 1844 по 1848 год. В 1855 году был избран председателем Духовного собрания.
Он скончался 22 августа 1865 года в Вагаршапате и был похоронен в склепе монастыря Святой Гаяне.